# Draculoides carmillae
Draculoides carmillae (лат.) — вид паукообразных из отряда шизомид (Schizomida). Обитает в Западной Австралии.

## Этимология

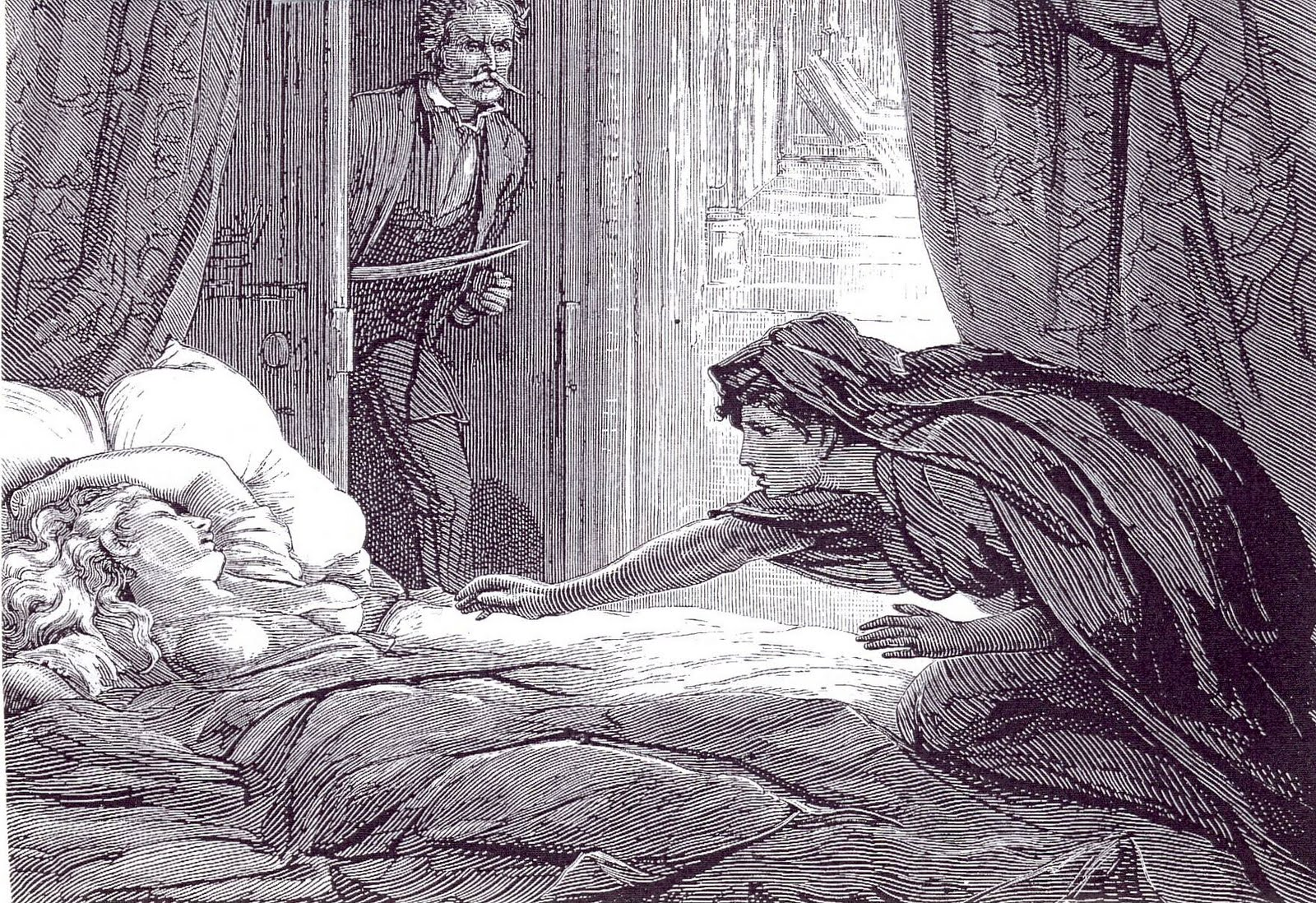
Кармилла. Иллюстрация Д. Фристона из журнала The Dark Blue, 1872 г.

Видовой эпитет Draculoides carmillae отсылает к Кармилле, одному из первых вымышленных вампиров из готической новеллы «Кармилла» ирландского писателя Джозефа Шеридана Ле Фаню («The Dark Blue», 1872).

## Описание
Мелкие членистоногие желтовато-коричневого цвета, длина тела от 3,56 до 4,18 мм. Пропелтидиум головогруди с 2 + 1 апикальными щетинками в треугольном образовании на переднем отростке и 2 + 2 + 2 щетинками; глазные пятна отсутствуют. Мезопельтидии отделённые. Метапелтидиум разделен. Передняя часть стернума с 13 щетинками (в том числе 2 стернапофизиальными); задняя часть стернума треугольная с 6 щетинками. Неподвижный палец хелицер с 2 большими зубцами плюс 7 меньших зубца между ними, проксимальный зубец с 1 крошечным боковым зубцом и дистальный зубец без мелких боковых зубцов; перепончатая область между неподвижным и подвижным пальцами с 3 большими ланцетными апикально ворсистыми щетинками. Самцы Draculoides carmillae неизвестны, но образцы D. carmillae могут быть диагностированы от всех других видов рода Draculoides, которые были секвенированы по COI с помощью мини-баркода 50bp. Секвенирование на ITS2 показало сходство с видами D. nosferatu, D. claudiae и D. mesozeirus, но отличает от всех других видов рода.